# Paphia helenae
Paphia helenae är en ljungväxtart som först beskrevs av Ferdinand von Mueller, och fick sitt nu gällande namn av Schlechter. Paphia helenae ingår i släktet Paphia och familjen ljungväxter. Inga underarter finns listade i Catalogue of Life.